# Der letzte Anzug
Der letzte Anzug è un cortometraggio muto del 1915 diretto e interpretato da Ernst Lubitsch.

## Produzione
Il film fu prodotto da Paul Davidson per la Projektions-AG Union (PAGU).

## Distribuzione
Il visto di censura del novembre 1915 proibiva la visione del film ai minori. La pellicola viene considerata presumibilmente perduta.